# Eurodryas nigromaculata
Eurodryas nigromaculata är en fjärilsart som beskrevs av Barend J. Lempke 1955. Eurodryas nigromaculata ingår i släktet Eurodryas och familjen praktfjärilar. Inga underarter finns listade i Catalogue of Life.